# Корнеева, Елизавета Олеговна
Елизаве́та Оле́говна Корне́ева (род. 23 сентября 1997, Белгород) — российская артистка балета, ведущая солистка Воронежского государственного театра оперы и балета (с 2019), артистка балета Санкт-Петербургского театра балета им. Леонида Якобсона.
Победитель конкурса «Большой балет» в номинации «Лучшая пара» на телеканале Россия. Культура (2020), лауреат театральных премий «Браво», «Золотая маска» (2019).

## Биография
Корнеева Елизавета Олеговна родилась 23 сентября 1997 года в Белгороде, в семье Олега Юрьевича и Нателлы Анатольевны Корнеевых. У нее есть две сестры — София и Олеся.
Поступила в Воронежское хореографическое училище в 2008 году на классическое отделение.
В 2013 году заняла первое место на детском балетном конкурса «Arcadanse» (Франция).
В 2014 году дипломант XIII Всероссийских дельфийских игр (Волгоград) (специальный диплом за выразительность в исполнении вариации классического танца).
В 2015 году награждена стипендией Фонда Галины Улановой.
В 2016 с отличием окончила Воронежское хореографическое училище (по классу Галины Георгиевны Поповой и Екатерины Юрьевны Любых), после чего была принята на должность солистки в балетную труппу Воронежского государственного театра оперы и балета.
В 2018 году номинирована на получение Российской Национальной театральной Премии «Золотая маска» в категории «Лучшая женская роль в балете» за исполнение партии Гюльнары в балете «Корсар» А. Адана сезон 2018/2019.
В 2019 году стала прима-балериной труппы.
В 2020 году лауреат театрального конкурса Воронежского отделения СТД РФ «Браво. Сезон 2019/2020» в номинации «Дебют» за исполнения партии Авроры в балете «Спящая красавица» П. И. Чайковского.
В 2020 году участвовала в телепроекте «Большой Балет» на канале «Россия. Культура». Вместе с солистом Воронежского театра оперы и балета Иваном Негробовым одержала победу в номинации «Лучший дуэт».

## Репертуар
Классический репертуар:
• Одетта/Одилия, («Лебединое озеро» П. Чайковский, хореография М. Петипа, Л. Иванова, К. Сергеева)
• Принцесса Маша, Маленькая Маша («Щелкунчик» П. Чайковский, хореография В. Вайнонена, постановка Н. Валитовой)
• Аврора, принцесса Флорина («Спящая Красавица» П. Чайковский, хореография М. Петипа, постановка и новая хореография Ю. Бурлака)
• Медора, Гульнара («Корсар» А. Адан, хореография М. Петипа, постановка и новая хореография Ю. Бурлака)
• Джульетта, Сверстницы («Ромео и Джульетта» С. Прокофьев, хореография Л. Лавровского в редакции М. Лавровского)
• Фея лето, фея зима («Золушка» С. Прокофьев, хореография и постановка В. Васильева)
• Вальс — польский акт, нимфы — вальпургиева ночь («Балетные шедевры в оперной классике», постановка и хореографическая редакция В. Васильева)
• Катерина («Каменный цветок» С. Прокофьев, постановка Ю. Мартыновича)
• Мария («Привал кавалерии» муз. А. Армгеймер, хор. М. Петипа, ред. В .Печерский)
• Шехерезада, Девушка (1ая сказка) («Тысяча и одна ночь» Ф. Амиров, хореография Н. Назировой)
• Редисочка, Магнолия («Чиполлино» К. Хачатурян, хореография Г. Майорова)
Современный репертуар:
• Бизе-сюита. Хор. И. Кузнецов
Сольная партия
• Кончитта («Юнона» и «Авось» А. Рыбников, хореография и постановка О. Игнатьева)
• «И ангелы плачут». Хор. А. Меркурьев муз. Ezzio Bosso
• «Aheym» хор. К. Матулевский, муз. Bryce Dessener & Kronos Quartet
• «Swim swan swim». Хор. С. Гайдукова муз. П. Чайковский
• «Принцесса Турандот». Хор. Е. Кислова